# Aggersund
Aggersund ist eine dänische Ortschaft mit 293 Einwohnern (Stand 1. Januar 2023) im westlichen Himmerland. Die Ortschaft ist seit der Kommunalreform 2007 Bestandteil der Vesthimmerlands Kommune in der Region Nordjylland. Zuvor war sie Bestandteil der Løgstør Kommune im Amt Nordjütland. 
Aggersund liegt etwa 4 km nordöstlich von Løgstør und etwa 40 km westlich von Aalborg. Etwa 2,5 km südwestlich liegt Dänemarks größte Wikingerburg Aggersborg.
Die 1942 eingeweihte Aggersundbrücke zwischen dem Nord- und dem Südteil der Ortschaft liegt an der schmalsten Stelle des gleichnamigen Sundes, der den östlichen und den westlichen Teil des Limfjordes miteinander verbindet. Die Brücke ersetzte den bis dahin vorhandenen Fährverkehr.